# Ogon Bat
Ogon Bat (яп. 黄金 バット Огон Батто, Золотой Крылан), также известен, как Фантаман (Fantaman) в Италии, Фантасмагорико (Fantasmagórico) в Испании, Южной Америке и Фантома (Phantoma) в Австралии и США — японский аниме-сериал, созданный студиями Tele-Cartoon Japan и Daichi Doga. Транслировался по телеканалу Yomiuri TV с 1 апреля 1967 года по 23 марта 1968 года. Всего выпущены 52 серии аниме. Сам сериал не имел распространения на территории России, а аниме-телешоу было выпущено в ограниченном количестве стран.

## История

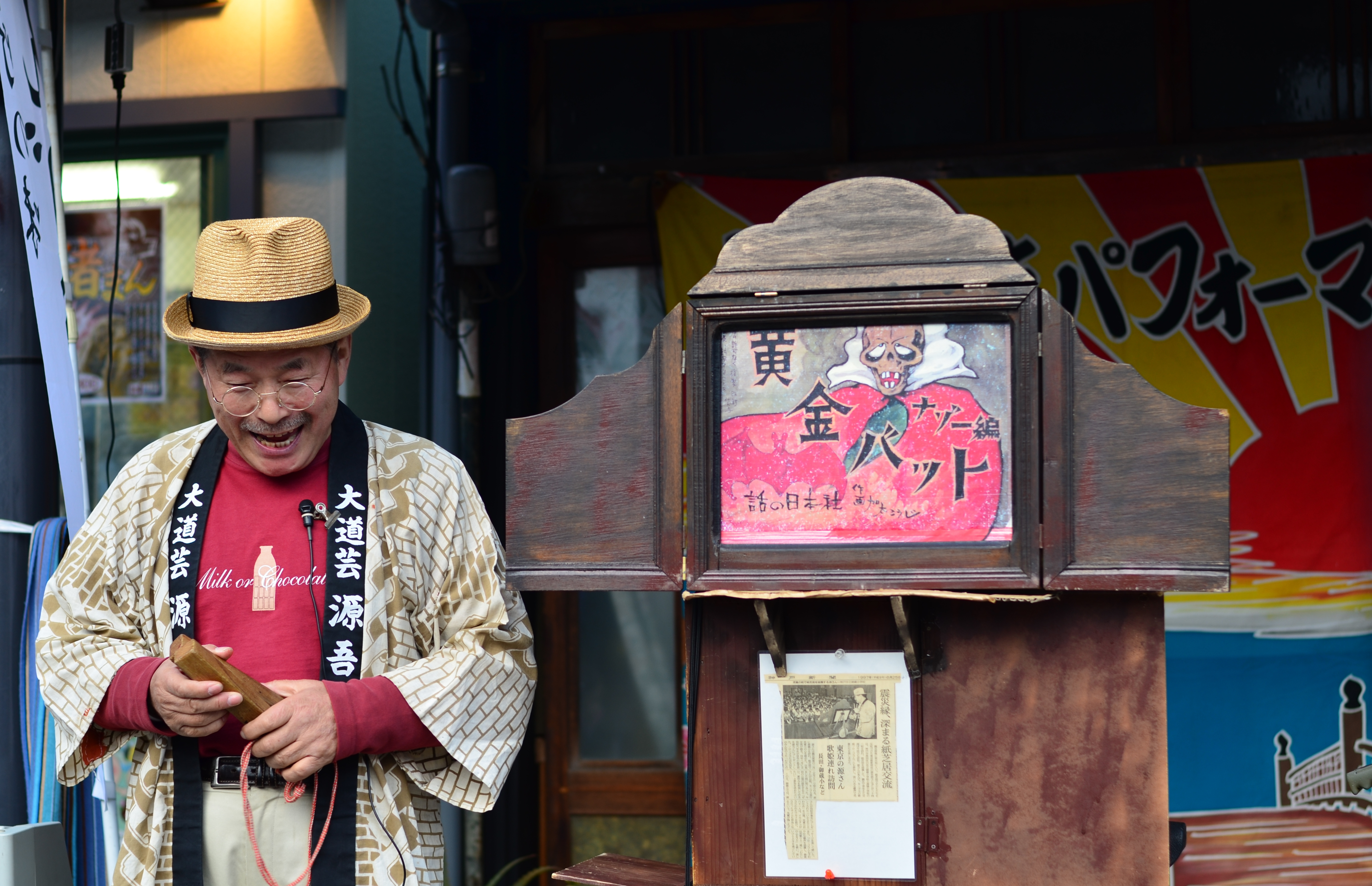
Камисибай «Золотого Крылана» в современной Японии на улицах Токио.

Считается, что главный герой сериала — «Золотой Крылан», является первым вымышленным супергероем Японии.
Авторы персонажа — Итиро Судзуки и Такэо Нагамацу разработали его дизайн в 1931 году для бумажного театра камисибай.

## Сюжет
Во время экспедиции в Египет, профессор Яматон и его друзья Мари и Такэру находят таинственный саркофаг и пробуждают «Золотого Крылана», который когда то защищал Атлантиду. Так ему предстоит сражаться с силами тьмы и спасти мир от хаоса.

## Персонажи
- Золотой Крылан — не живой и не мёртвый. Его тело покрывает золотой каркас. Носит чёрный воротник и красный плащ, вооружён скипетром. Имеет только потребности к воде, способен вызывать молнии и небольшие землетрясения. В древнее время был стражем Атлантиды и был заключён с особый саркофаг и впал в анабиоз, чтобы проснутся будущем, когда миру будет угрожать тьма.
- Мари — единственная, кто может призывать Золотого Крылана, с помощью молитв. Также благодаря ей произошло пробуждение Крылана, когда она, прося о помощи пролила на него слёзы.
- Доктор Зеро — глава преступной организации и жаждет завоевать весь мир. Перемещается на платформе, похожей на летающую тарелку и одет в чёрный плащ, имеет 4 глаза, каждый из которых может выстреливать энергию и крюк вместо левой руки. Уничтожен в последней серии.
- Чёрный Спектр — древний враг Крылана, имеет тот же внешний вид и способности, что и Крылан, но носит серый плащ. Повержен в последней серии.

## Роли озвучивали
- Осаму Кобаяси — Золотой Крылан
- Усио Сима — Надзо
- Кэндзи Уцуми — Мадзо
- Итиро Муракоси — Доктор Яматонэ
- Кадзуэ Такахаси — Такэру Яматонэ
- Кадзуя Татэкабэ — Далео
- Минори Мацусима — Мари
- Юдзуру Фудзимото — Голос за кадром